# Poa leptocoma
Poa leptocoma là một loài cỏ trong họ hòa thảo, thuộc chi poa.

## Hình ảnh

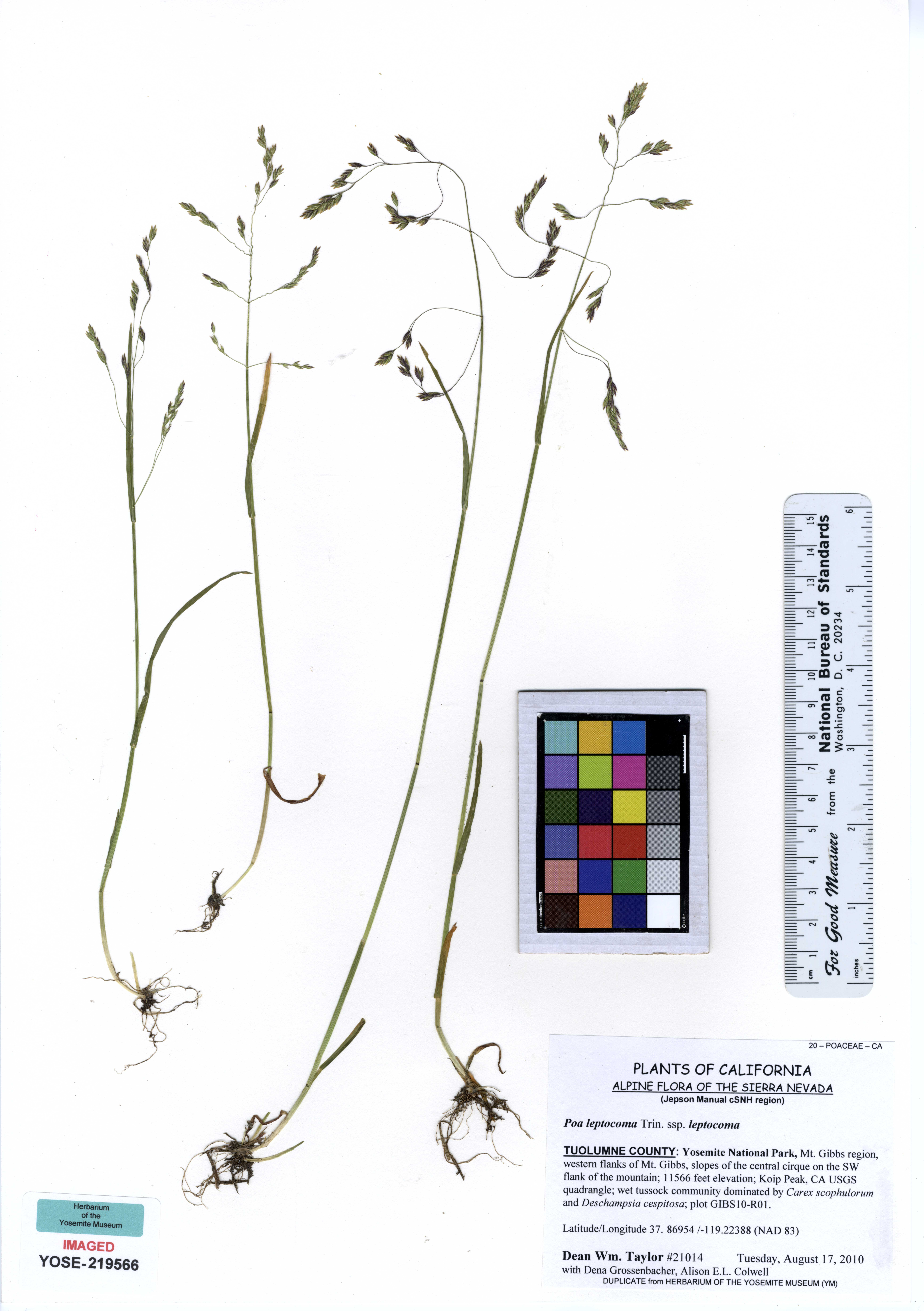